# Possehlstraße

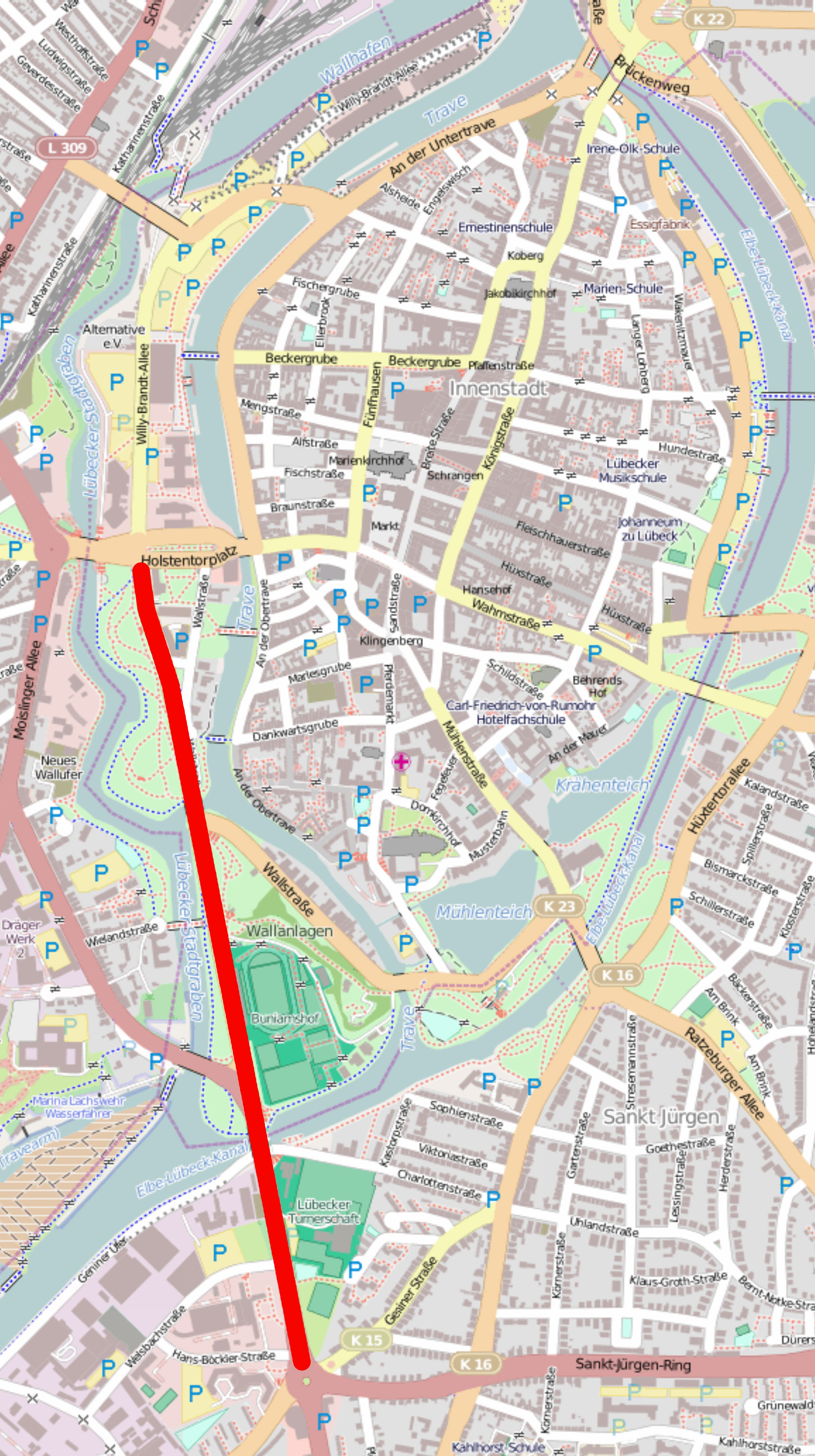
Der Verlauf der Possehlstraße (rot hervorgehoben)

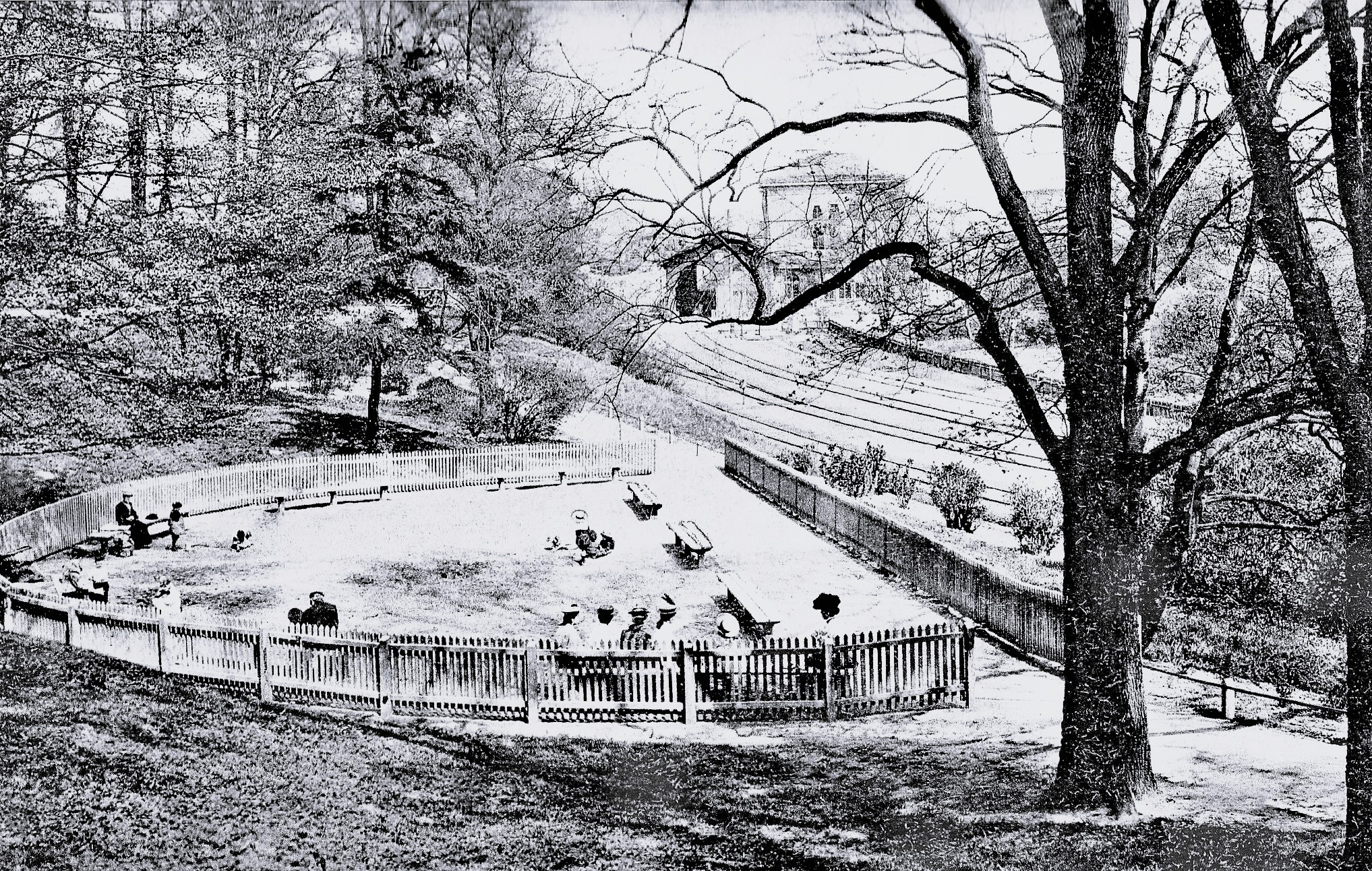
„Bastion Holstentor“, 1906

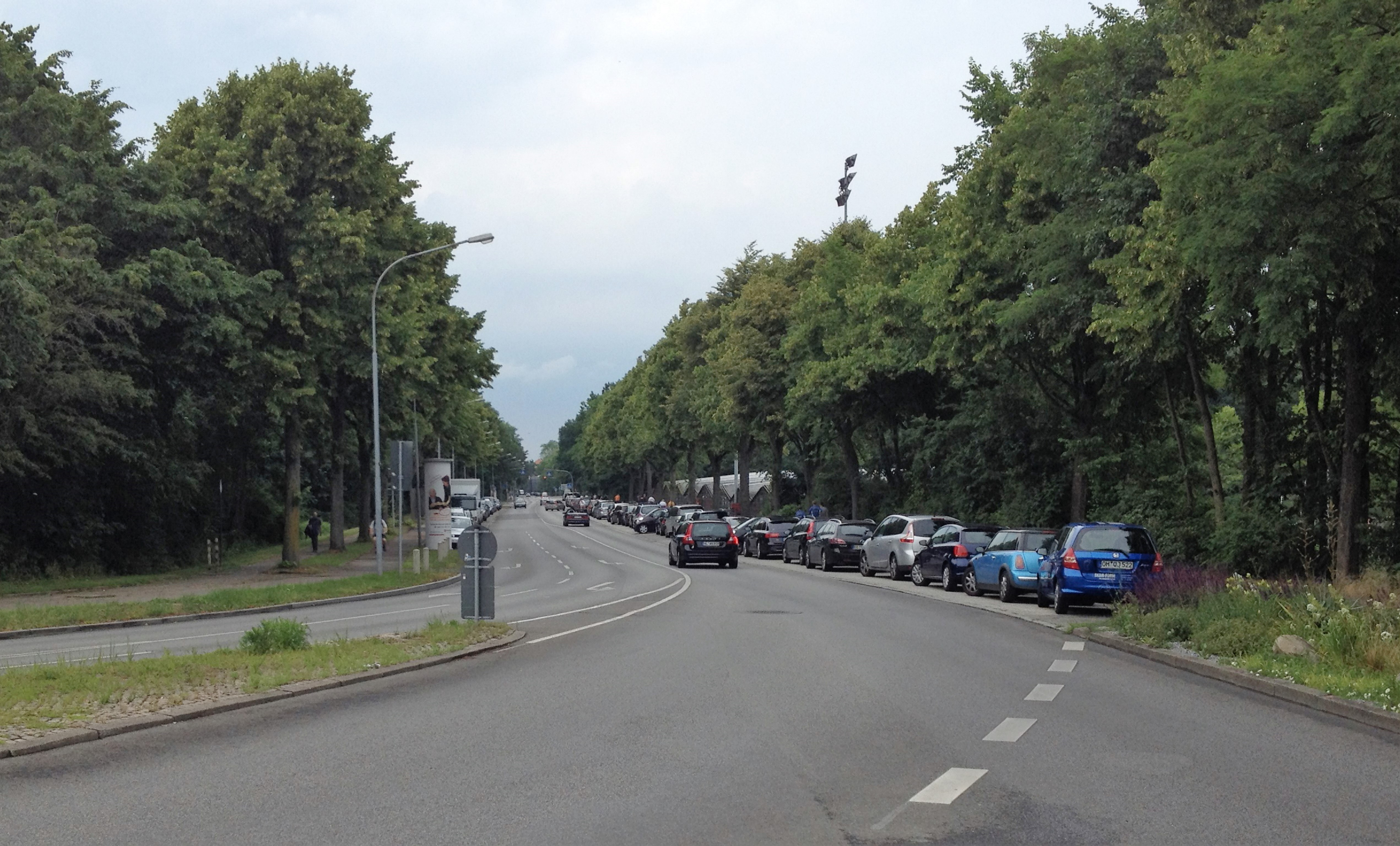
Die Possehlstraße; Blick in Richtung Norden

Die Possehlstraße ist eine Straße in Lübeck.

## Lage
Die etwa 1,65 Kilometer lange Possehlstraße beginnt am Berliner Platz und verläuft in nördlicher Richtung, wobei sie zunächst auf der Possehlbrücke den Elbe-Lübeck-Kanal überquert und danach auf der Wallbrücke die Verbindung zwischen Trave und Stadtgraben. Sie endet nahe dem Holstentor an der Kreuzung mit Holstentorplatz, Puppenbrücke und Willy-Brandt-Allee.
Der mit 460 Metern kürzere südliche Teil der Possehlstraße vom Berliner Platz bis zur Possehlbrücke befindet sich im Stadtteil St. Jürgen, der nördliche Abschnitt bis zum Holstentorplatz gehört zur Altstadt.

## Geschichte
Die ungewöhnliche Entstehungsgeschichte der Straße schlägt sich noch heute in ihrem Verlauf nieder, da sie bis auf die letzten 200 Meter vor dem Holstentorplatz, wo sie leicht nach Westen verschwenkt ist, schnurgerade ist: Sie wurde auf dem ehemaligen Bahndamm der Lübeck-Büchener Eisenbahn angelegt, deren Gleise hier bis 1908 zum alten Hauptbahnhof vor dem Holstentor führten. Auf der Trasse befand sich das 1850 erbaute Lübecker Eisenbahntor. Nach der Fertigstellung des neuen Bahnhofs und dem Abbau der Bahnanlagen blieb der Bahndamm über ein Jahrzehnt ungenutzt, bis er 1920 zur Straße ausgebaut wurde.
Zum Gedächtnis des im Vorjahr verstorbenen Senators, Unternehmers und Mäzens Emil Possehl legte der Senat dem Straßengelände des alten Bahndammes, Holstentor–Geniner Straße, am 4. Februar 1920 den Namen „Possehlstraße“ bei; allerdings wurde die Bezeichnung erst sechs Jahre später endgültig amtlich festgeschrieben.
1956 wurde die Possehlstraße ausgebaut und ist seitdem eine wichtige Verbindungsstraße für den Autoverkehr innerhalb Lübecks. Zwischen dem Elbe-Lübeck-Kanal und dem Berliner Platz ist sie Teil der Bundesstraßen 75 und 207.
Die Possehlbrücke überquert den Elbe-Lübeck-Kanal und wurde im Zuge des Straßenausbaus 1956 errichtet. Von 2015 bis zum 30. Oktober 2019 wurde die Brücke aufgrund maroder Bausubstanz durch einen Neubau ersetzt, dessen Fertigstellung sich immer wieder verzögerte.

## Bauwerke
- Possehlstraße 4 – Behördenhaus, 1976–1980 errichtetes Hochhaus für Landesbehörden
- Possehlstraße 36 – Buniamshof, größtes Leichtathletik-Stadion Schleswig-Holsteins